# No Russian
"No Russian" ("Pas de russe") est une mission controversée du jeu vidéo Call of Duty: Modern Warfare 2. Dans ce niveau, le joueur peut participer à une fusillade de masse dans un aéroport russe. "No Russian" est nettement plus graphique que tout autre niveau du jeu. Le joueur n'est cependant pas obligé de tirer sur qui que ce soit (jusqu'à ce qu'il quitte l'aéroport où le joueur est obligé de tirer sur les agents du FSB pour terminer la mission), et peut sauter le niveau sans pénalité s'il n'est pas à l'aise avec son contenu. L'intrigue de "No Russian" tourne autour de l'agent infiltré de la CIA Joseph Allen, qui tente de gagner la confiance d'un terroriste russe nommé Vladimir Makarov.  
Le concepteur de jeux Mohammad Alavi a été fortement impliqué dans le développement du niveau. Alavi voulait que le niveau serve de catalyseur pour Call of Duty: Modern Warfare 2, et crée un lien émotionnel entre le joueur et Makarov. Une grande partie du développement du niveau a été consacrée à la conception de la partie du massacre, qu'Alavi ne voulait pas faire ressentir trop artificielle ou traumatisante. Les membres de l'équipe de développement de Call of Duty: Modern Warfare 2 ont été polarisés dans leurs opinions sur ce niveau, et plusieurs testeurs de jeu ont exprimé leur désapprobation, y compris un testeur de jeu qui a refusé de jouer le niveau.
"No Russian" a déclenché une controverse importante pour avoir laissé les joueurs participer à une attaque terroriste, et il est devenu un sujet populaire dans les publications de jeux et les principales publications d'information. Les journalistes ont décrit l'intrigue du niveau comme illogique et ont tourné en dérision la possibilité de sauter le niveau. En raison du contenu graphique du niveau, Call of Duty: Modern Warfare 2 a été soumis à la censure dans les versions internationales du jeu, et complètement  supprimé des versions russes. Les journalistes ont depuis discuté de l'importance du "No Russian" pour l'industrie du jeu vidéo .

## Contenu de niveau
"No Russian" est le quatrième niveau du mode solo de Call of Duty: Modern Warfare 2. Dans celui-ci, le joueur contrôle Joseph Allen, un Ranger de l'armée américaine devenu agent d'infiltration de la CIA sous le pseudonyme "Alexei Borodin" et chargé par son commandant, le général Shepherd, d'infiltrer et de gagner la confiance d'un groupe terroriste ultranationaliste russe dirigé par Vladimir Makarov,.  Pour ce faire, il doit participer à une fusillade de masse à l'aéroport international Zakhaev de Moscou . "No Russian" commence avec le joueur sortant d'un ascenseur avec Makarov, qui dit "Souvienez-vous, pas de russe" pour indiquer à Allen de ne pas parler russe durant l'attaque, et trois autres hommes armés (Viktor, Lev et Kiril), qui tirent sur un grand groupe de civils à un point de contrôle de sécurité de l'aéroport,. Le joueur accompagne ensuite les hommes armés alors qu'ils traversent l'aéroport, tuant tous les civils restants.  "No Russian" est visiblement plus graphique que n'importe quel autre niveau du jeu - les cris des civils peuvent être entendus partout et les blessés rampants laissent des traces de sang, se perchent sur divers supports tout en saignant et se font traîner par d'autres civils,,.
Le joueur n'est cependant pas obligé de tirer sur des civils et peut à la place traverser l'aéroport au fur et à mesure que le massacre se déroule. Le jeu n'encourage pas explicitement le joueur à tirer sur des civils, et les assaillants ne réagissent pas si le joueur ne tire pas. Le joueur peut tirer sur ses complices, mais ils riposteront et il échouera à la mission et sera obligé de commencer au dernier point de contrôle. Le joueur peut rester derrière pendant que Makarov et les hommes armés continuent le tir, mais ils riposteront après une courte période de temps et le joueur est obligé de commencer au dernier point de contrôle. Une fois que le joueur quitte l'aéroport, il participe à une fusillade avec des agents du FSB, dont certains ont des boucliers antiémeute . Les agents doivent être tués pour terminer le niveau. À la fin du niveau, Makarov tue Alexei (Allen) d'un seul coup à bout portant dans la poitrine avec un Desert Eagle alors que les membres survivants du commando montent dans une ambulance avec deux autres associés de Makarov (Anatoly et Robot, le chauffeur d'escapade), et révèle qu'il connaissait la véritable identité d'Alexei (Allen) ; son objectif était que les responsables russes découvrent que l'un des assaillants était un Américain et que la Russie déclare la guerre aux États-Unis. La mission se termine avec l'ambulance qui s'éloigne et les agents du FSB trouvent Allen alors qu'il saigne. L'écran devient noir lorsque le joueur entend la déclaration de Makarov : « L'Américain pensait qu'il pouvait nous tromper. Quand ils trouveront le corps… la Russie entière voudra la guerre.» Avant le début du mode solo, un message d'avertissement informe le joueur de la possibilité de sauter le niveau s'il trouve son contenu «dérangeant ou offensant»; si le joueur choisit de contourner le niveau, il ne rate aucun succès et sa progression dans le jeu n'est pas pénalisée.

## Développement

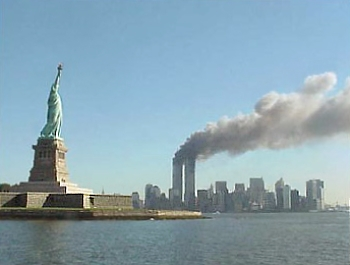
Le cadre de l'aéroport pour "No Russian" a été inspiré par les préoccupations de sécurité du transport aérien à la suite des attentats du 11 septembre.

"No Russian" a été conçu au début du développement de Call of Duty: Modern Warfare 2 . L'équipe de développement d'Infinity Ward voulait initialement créer un niveau où le joueur piloterait un Lockheed AC-130 et tuerait des zombies à Moscou.  Lorsque les éléments fantastiques ont été mis au rebut, l'équipe de développement s'est concentrée sur un niveau centré sur une attaque terroriste dans un aéroport de Moscou, qui a été influencée par les problèmes de sécurité du transport aérien après les attaques du 11 septembre . Selon l'écrivain principal Jesse Stern, l'idée de laisser le joueur contrôler un terroriste a été inspirée par le désir inné d'une personne de vivre des fusillades de masse de première main. Stern a cité des documentaires sur les attentats de Mumbai de 2008 et le massacre du lycée de Columbine comme preuve, et a déclaré: « Ce sont des êtres humains qui commettent ces actes, vous ne voulez donc pas vraiment fermer les yeux sur cela. Vous voulez le démonter et comprendre comment cela s'est produit et ce qui, le cas échéant, peut être fait pour l'empêcher. En fin de compte, notre intention était de vous mettre le plus près possible des atrocités. » 
Le concepteur de jeux Mohammad Alavi a été fortement impliqué dans le développement du niveau, de la programmation de l'intelligence artificielle à la réalisation de la capture de mouvement utilisée pour les animations des personnages. Les intentions d'Alavi en travaillant sur "No Russian" différaient de celles de Stern, car il voulait simplement que le niveau serve de catalyseur pour le récit du jeu. Dans une interview en 2012, Alavi a déclaré qu'il avait trois buts en travaillant sur "No Russian" : "Vendre pourquoi la Russie attaquerait les États-Unis, faire en sorte que le joueur ait un lien émotionnel avec le méchant Makarov, et le faire de manière mémorable et engageante. " . Alavi s'est inspiré d'articles de presse et de films et n'a pas interviewé de victimes de véritables attentats terroristes. 
Une grande partie du développement du niveau a consisté à concevoir le massacre. Lors de la première itération de "No Russian", le massacre a pris fin une fois que le groupe de civils a été tué à l'extérieur de l'ascenseur, qui a ensuite transformé en une fusillade. Alavi a estimé qu'avoir une scène émotionnelle se transformer brusquement en une fusillade était "gadget". Il a modifié le niveau pour prolonger le massacre. Il a également supprimé des scènes d'enfants ou de familles s'embrassant pour réduire le traumatisme des joueurs. "No Russian" comportait initialement une quantité limitée de sang, une décision qui a été changée lorsque l'épouse de l'artiste principal Joel Emsile a remis en question l'authenticité d'un tel niveau sans sang. 
Certains membres d'Infinity Ward se sont fermement opposés au contenu du niveau, tandis que certains membres ont suggéré que le joueur devrait contrôler un garde de sécurité au lieu d'un terroriste.  Selon Emslie, "No Russian a polarisé le studio". Alavi n'était au courant d'aucune réaction d'Activision, l'éditeur du jeu, concernant le niveau, mais a noté que les testeurs de jeux ont suscité diverses réactions. Beaucoup étaient initialement en colère et confus au sujet du contenu du niveau, mais se sont finalement installés et ont commencé à tirer sur les civils. Un testeur, qui à l'époque était enrôlé dans les forces armées des États-Unis, a refusé de jouer le niveau mais était prêt à jouer le reste du jeu. Cela a conduit à la mise en œuvre de la fonction de saut, car Alavi ne voulait pas que le joueur soit puni pour ne pas avoir fait ce qu'il estimait être moralement mauvais. 

## Réception initiale
Avant la sortie de Call of Duty: Modern Warfare 2, des séquences vidéo de "No Russian" ont été illégalement divulguées sur Internet. Activision a rapidement confirmé l'existence du niveau et clarifié son contexte dans le jeu.  Dans une déclaration par e-mail, Activision a écrit que le niveau n'était "pas représentatif de l'expérience de jeu globale dans Modern Warfare 2". La vidéo est devenue populaire à la fois dans les publications de jeux et dans les principales publications d'information, notamment Associated Press et The Guardian, . Les journalistes ont attribué la large exposition de l'histoire à la signification culturelle de la série.
Les images divulguées ont divisé les journalistes de jeux vidéo. Le Daily Telegraph Tom Hoggins ' a estimé que, alors qu'il ne pouvait pas juger correctement le niveau sans avoir joué, il encore demandé si Infinity Ward avait approché le niveau de la mauvaise direction en laissant les grenades à disposition du joueur pour « traiter ces civils comme des quilles de bowling ". En écrivant pour The Guardian, Keith Stuart a critiqué la fonction de saut, la décrivant comme une "dérobade" pour un niveau que le développeur voulait que les joueurs expérimentent. Jim Sterling de Destructoid était plus positif, car il pensait que c'était une déclaration selon laquelle les jeux vidéo pouvaient discuter de sujets controversés, ce dont il estimait que de nombreux développeurs hésiteraient souvent. Il a estimé que si "No Russian" pouvait amener les joueurs à se demander si la mort de civils innocents était justifiable, alors les jeux vidéo pourraient finalement être considérés comme une forme d'art .
Alors que Call of Duty: Modern Warfare 2 a reçu des critiques élogieuses à sa sortie, certains journalistes ont fortement critiqué le contenu de "No Russian". Marc Cieslak de BBC News a été attristé par le niveau, car il a estimé que cela réfutait sa théorie selon laquelle l' industrie du jeu vidéo avait "grandi". Rock, Paper, Shotgun ' Kieron Gillen a réprimandé le niveau pour ne pas avoir répondu aux attentes. Il a trouvé l'intrigue illogique, a critiqué la fonction de saut pour avoir rendu une déclaration artistique comme "ridiculement pathétique", et a finalement résumé le niveau comme "choc stupide". Écrivant pour PC World, Matt Peckham a demandé pourquoi les hommes armés ne se soucieraient pas si le joueur ne tirait pas, et a estimé que ne pas informer le joueur de ce qui allait se passer avant le dernier moment possible "créait une sorte de déni émotionnel plausible en supprimant toute l'élan dramatique qui doit l'entourer ». Plusieurs chefs religieux britanniques de premier plan ont condamné "No Russian" : Alexander Goldberg, du Forum juif de Londres, craignait que les enfants jouent au niveau; Fazan Mohammed du British Muslim Forum a décrit le niveau comme une expérience intime de la pratique du terrorisme; et Stephen Lowe, évêque à la retraite de Hulme, a estimé que le niveau était «écœurant».

### Censure internationale et classement du jeu
En raison du contenu graphique présenté dans "No Russian", certaines versions internationales de Call of Duty: Modern Warfare 2 étaient soumises à la censure. Activision a entièrement supprimé le niveau des versions russes du jeu, une décision qui a été prise en raison de l'absence de système de notation formel pour les jeux dans le pays. Selon Activision: «La Russie n'a pas d'entité de notation formelle. En conséquence, nous avons choisi de bloquer la scène après avoir demandé l'avis d'un avocat local ".  Certains journalistes ont rapporté à tort que Call of Duty: Modern Warfare 2 avait été interdit ou rappelé en Russie,. Dans les versions japonaise et allemande du jeu, le niveau a été modifié de sorte que le joueur aurait un  game over à l'écran s'il tuait des civils. La version japonaise a été critiquée par certains joueurs pour avoir changé la ligne d'ouverture de Makarov, "Souvenez-vous, pas de russe", pour "Tuez-les, ce sont des Russes".
Les versions non censurées du jeu ont souvent reçu une cote de contenu élevée, comme une cote M de l'ESRB en Amérique du Nord et un certificat 18 du BBFC au Royaume-Uni. Call of Duty: Modern Warfare 2 a été le premier jeu de la série à recevoir un certificat 18, qui, selon le BBFC, était spécifiquement dû à "No Russian". Dans leur résumé du jeu, le BBFC a écrit: "La brutalité évidente de cette mission met l'accent sur` `l'infliction de douleur ou de blessure '' qui, avec la nature dérangeante du scénario qu'il met en place, était jugée plus appropriée à la catégorie adulte. "  Le politicien du parti travailliste britannique Keith Vaz a été "absolument choqué" par le contenu de "No Russian" et s'est demandé si les ventes de Call of Duty: Modern Warfare 2 devaient être interrompues conformément à la revue Byron,. Vaz a fait part de ses préoccupations à la Chambre des communes, bien que cela n'ait eu aucun effet sur les ventes de jeux.
En Australie, Call of Duty: Modern Warfare 2 a été noté MA15 + par l'Australian Classification Board (ACB). Lorsque la séquence vidéo de "No Russian" a été divulguée, le Conseil australien des enfants et des médias (ACCM) a fait pression pour une reclassification de la classification. La présidente de l'ACCM, Jane Roberts, a déclaré: "Les conséquences du terrorisme sont tout simplement odieuses dans notre communauté et pourtant nous voici avec un produit qui est censé être présenté comme une activité de loisir, faisant la promotion de ce que la plupart des dirigeants mondiaux dénoncent publiquement."  À l'époque, un MA15 + était la note la plus élevée qu'un jeu vidéo pouvait recevoir, et une note potentiellement plus élevée aurait effectivement interdit les ventes du jeu.  De nombreuses publications australiennes sur les jeux de hasard ont appelé à la mise en œuvre d'une cote R18 +, à laquelle le procureur général d'Australie du Sud Michael Atkinson s'est opposé, qui estimait que "No Russian" permettait aux joueurs d'être des "terroristes virtuels". Il a cherché à faire appel de la cote et à interdire le jeu, bien que l'ACB n'ait jamais reçu de correspondance d'Atkinson.

## Commentaire rétrospectif
En 2012, Laura Parker de GameSpot a expliqué comment "No Russian" était un moment décisif pour l'industrie du jeu vidéo. Elle a estimé que le niveau soulevait la question de savoir s'il était acceptable ou non de discuter de la souffrance humaine dans les jeux vidéo et si leur statut en tant que produits de divertissement les en empêchait. Elle a également déclaré que si davantage de développeurs étaient prêts à prendre des risques et à inclure du matériel controversé, les jeux vidéo recevraient enfin une reconnaissance culturelle. Un jeu qui comprenait du matériel controversé était Spec Ops: The Line (2012). Au cours d'une scène, le joueur rencontre un coéquipier qui avait été lynché par une foule, et le joueur a la possibilité de tuer les civils ou de les effrayer avec des tirs d'avertissement . Walt Williams, le rédacteur principal de Spec Ops: The Line, a fait remarquer que l'équipe de développement voulait que la scène se sente organique, et a explicitement cherché à éviter la "maladresse" de "No Russian".
Dans son livre, Playing War: Military Video Games After 9/11, Matthew Payne a analysé trois niveaux controversés de la série Call of Duty, dont "No Russian". Il a suggéré que la mort d'Allen a souligné le thème du soldat qui se sacrifie pour le bien et que le niveau rationalise les opérations moralement suspect aussi longtemps qu'ils servent sous le couvert de la sécurité nationale. préceptes de la guerre moderne. À la suite des attentats de novembre 2015 à Paris, Robert Rath de Zam.com a rejoué "No Russian" et a examiné comment le niveau reflétait les attaques terroristes de la vie réelle. Rath a estimé que si l'intrigue était absurde, l'attaque présentée dans le niveau était réaliste et qu'elle pourrait enseigner aux joueurs que les attaques terroristes se produisent souvent sur des civils.
"No Russian" a été lié à de véritables attaques préméditées. À la suite de l'attentat à la bombe de l'aéroport international de Domodedovo en 2011, la chaîne de télévision russe RT a diffusé un reportage juxtaposant des images de la caméra de sécurité de l'attaque avec des images de gameplay de "No Russian". Le journaliste a déclaré que le niveau rappelait l'attentat à la bombe et a cité l'analyste de Fox News, Walid Phares, affirmant que les terroristes pourraient utiliser des jeux vidéo comme outils de formation. En 2013, un étudiant d' Albany, dans l'Oregon, a été arrêté par la police pour avoir comploté d'attaquer son lycée avec des explosifs et des armes à feu. Des cahiers trouvés par la police expliquaient comment l'élève prévoyait d'utiliser des grenades au napalm et de faire jouer la chanson thème de "No Russian" en arrière-plan. L'auteur des attentats de 2011 en Norvège, Anders Behring Breivik, a qualifié Call of Duty: Modern Warfare 2 de "formation-simulation", et certains journalistes ont commenté un lien potentiel entre les attaques et "No Russian". Cependant, le niveau n'était pas explicitement mentionné dans le manifeste de Breivik, et le spécialiste des médias Gareth Schott affirme que les journalistes ont ignoré la majorité du manifeste et ont plutôt utilisé les jeux vidéo comme bouc émissaire .

## Héritage
"No Russian" réapparaît dans la suite du jeu, Call of Duty: Modern Warfare 3 (2011), lors d'une scène de flashback. Dans une mission, le personnage jouable, Yuri, révèle au capitaine Price qu'il était à l'origine un assistant de Makarov. Il faisait à l'origine partie du groupe qui a attaqué l'aéroport dans "No Russian", mais comme Makarov était au courant de sa trahison du groupe, il a blessé Yuri d'une balle dans la poitrine à bout portant avec un Desert Eagle et l'a laissé pour mort. Il survit et tente d'arrêter le massacre en rampant dans un ascenseur et en tirant plusieurs coups de feu avec un pistolet Walther p99 sur les hommes armés, mais finit par s'effondrer, succombant à la douleur et à la perte de sang,. Il révèle qu'il a été retrouvé par le personnel de sécurité et qu'il est tombé inconscient peu de temps après avoir reçu des soins médicaux d'urgence.
Le niveau a été remasterisé pour Call of Duty: Modern Warfare 2 Campaign Remastered (2020), sans changement significatif en dehors des améliorations graphiques,. Un easter egg a été inclus dans la mission remasterisée qui montre Yuri tentant d'arrêter le massacre avant de s'effondrer, du point de vue de Joseph Allen, faisant référence à la scène de flashback de Modern Warfare 3 . Le joueur peut tirer sur Yuri avant ou après son effondrement, mais cela comptera comme un tir ami et le joueur devra commencer à un point de contrôle précédent. Le jeu, disponible uniquement sur les services numériques, n'était pas disponible en Russie. Activision n'a pas précisé de raison à cela, et les journalistes ont émis l'hypothèse que cela était dû à l'inclusion de "No Russian".